# Miguel Rodríguez Vidal
Miguel Rodríguez Vidal (Redondela, 29 aprile 2003) è un calciatore spagnolo, attaccante dell'Utrecht, in prestito dal Celta Vigo.

## Carriera

### Club
Rodríguez si è unito alle giovanili del Celta Vigo nel 2013, proveniente dal CD Choco. Nel 2020, prima ancora di arrivare alla seconda squadra, è stato convocato per fare il pre-campionato con la squadra principale.
Rodríguez ha esordito in prima squadra, e contestualmente nella prima divisione spagnola, il 4 ottobre 2020, sostituendo Nolito nella sconfitta esterna per 0-2 contro l'Osasuna.

### Nazionale
Ha giocato nelle nazionali giovanili spagnole Under-15, Under-16, Under-17, Under-18 ed Under-19.

## Statistiche

### Presenze e reti nei club
Statistiche aggiornate al 23 luglio 2024.
| Stagione            | Squadra             | Campionato          | Campionato | Campionato | Coppe nazionali | Coppe nazionali | Coppe nazionali | Coppe continentali | Coppe continentali | Coppe continentali | Altre coppe | Altre coppe | Altre coppe | Totale | Totale |
| Stagione            | Squadra             | Comp                | Pres       | Reti       | Comp            | Pres            | Reti            | Comp               | Pres               | Reti               | Comp        | Pres        | Reti        | Pres   | Reti   |
| ------------------- | ------------------- | ------------------- | ---------- | ---------- | --------------- | --------------- | --------------- | ------------------ | ------------------ | ------------------ | ----------- | ----------- | ----------- | ------ | ------ |
| 2020-2021           | Celta Vigo B        | TDR                 | 11         | 1          |                 | -               | -               | -                  | -                  | -                  | -           | -           | -           | 11     | 1      |
| 2021-2022           | Celta Vigo B        | SF                  | 32         | 11         |                 | -               | -               | -                  | -                  | -                  | -           | -           | -           | 32     | 11     |
| 2022-2023           | Celta Vigo B        | SF                  | 27         | 8          |                 | -               | -               | -                  | -                  | -                  | -           | -           | -           | 27     | 8      |
| Totale Celta Vigo B | Totale Celta Vigo B | Totale Celta Vigo B | 70         | 20         |                 | -               | -               |                    | -                  | -                  |             | -           | -           | 70     | 20     |
| 2020-2021           | Celta Vigo          | PD                  | 4          | 0          | CR              | 0               | 0               | -                  | -                  | -                  | -           | -           | -           | 4      | 0      |
| 2022-2023           | Celta Vigo          | PD                  | 7          | 1          | CR              | 1               | 0               | -                  | -                  | -                  | -           | -           | -           | 8      | 1      |
| 2023-2024           | Celta Vigo          | PD                  | 15         | 0          | CR              | 5               | 1               | -                  | -                  | -                  | -           | -           | -           | 20     | 1      |
| Totale Celta Vigo   | Totale Celta Vigo   | Totale Celta Vigo   | 26         | 1          |                 | 6               | 1               |                    | -                  | -                  |             | -           | -           | 32     | 2      |
| Totale carriera     | Totale carriera     | Totale carriera     | 96         | 21         |                 | 6               | 1               |                    | -                  | -                  |             | -           | -           | 102    | 22     |